# 중요 전통적 건조물군 보존지구

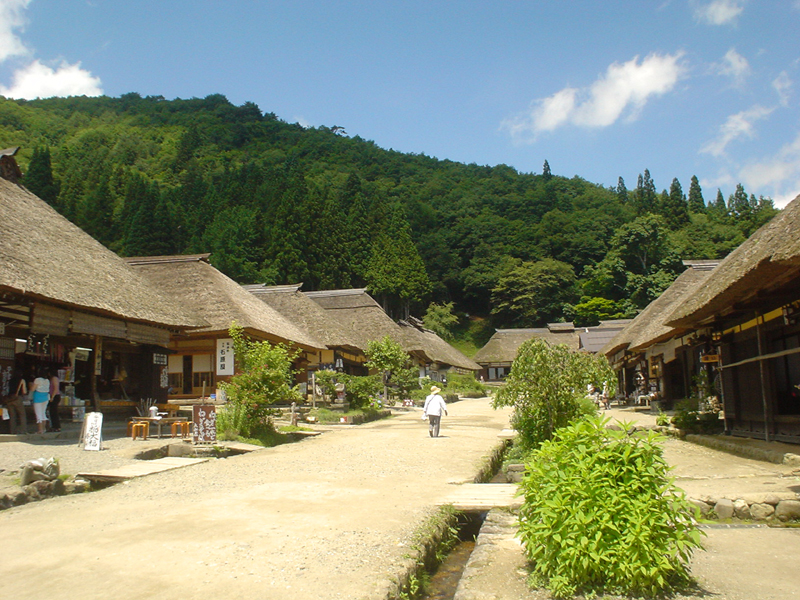
역참, 오우치주쿠 (후쿠시마현 시모고정)

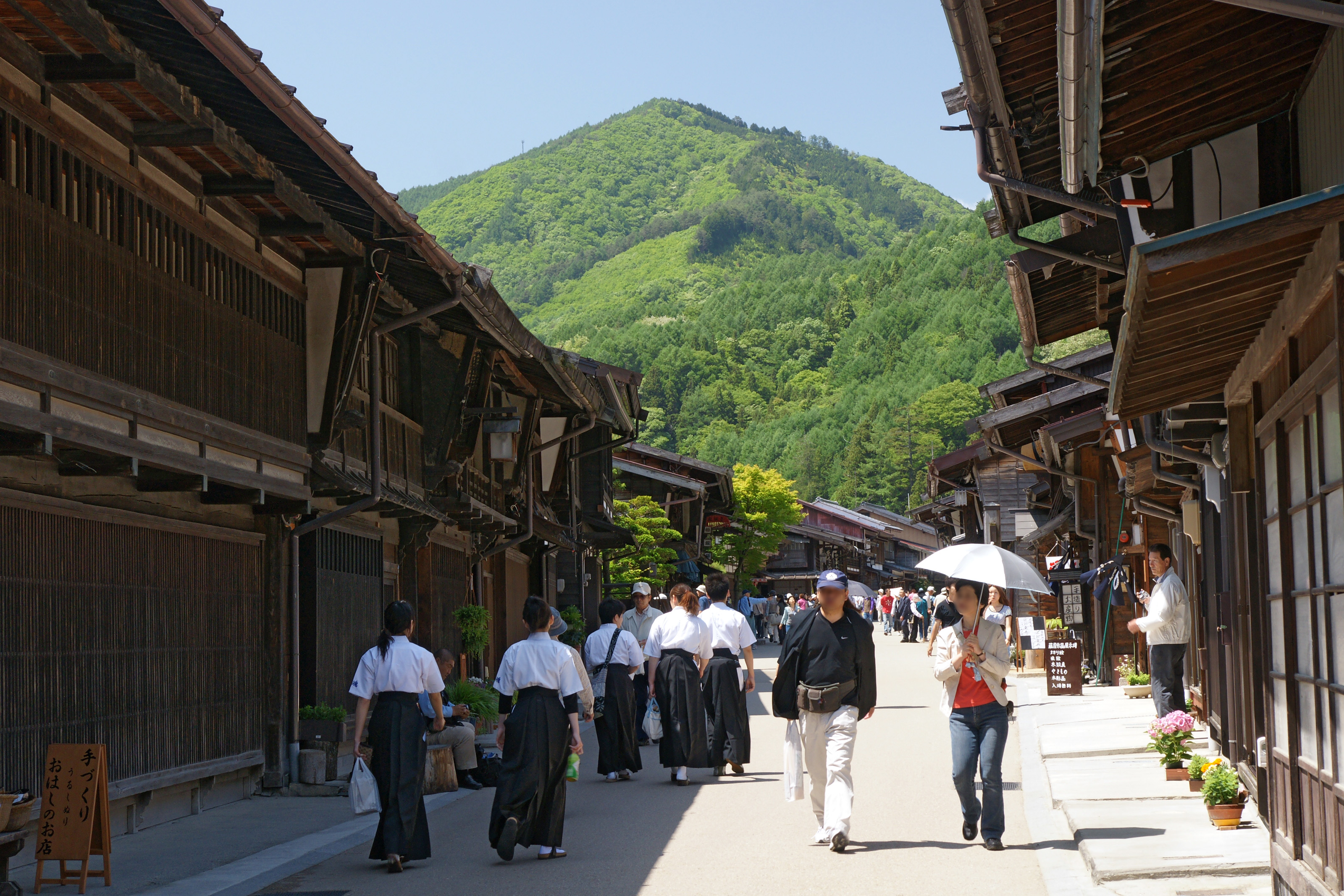
역참, 나라이주쿠 (나가노현 시오지리시)

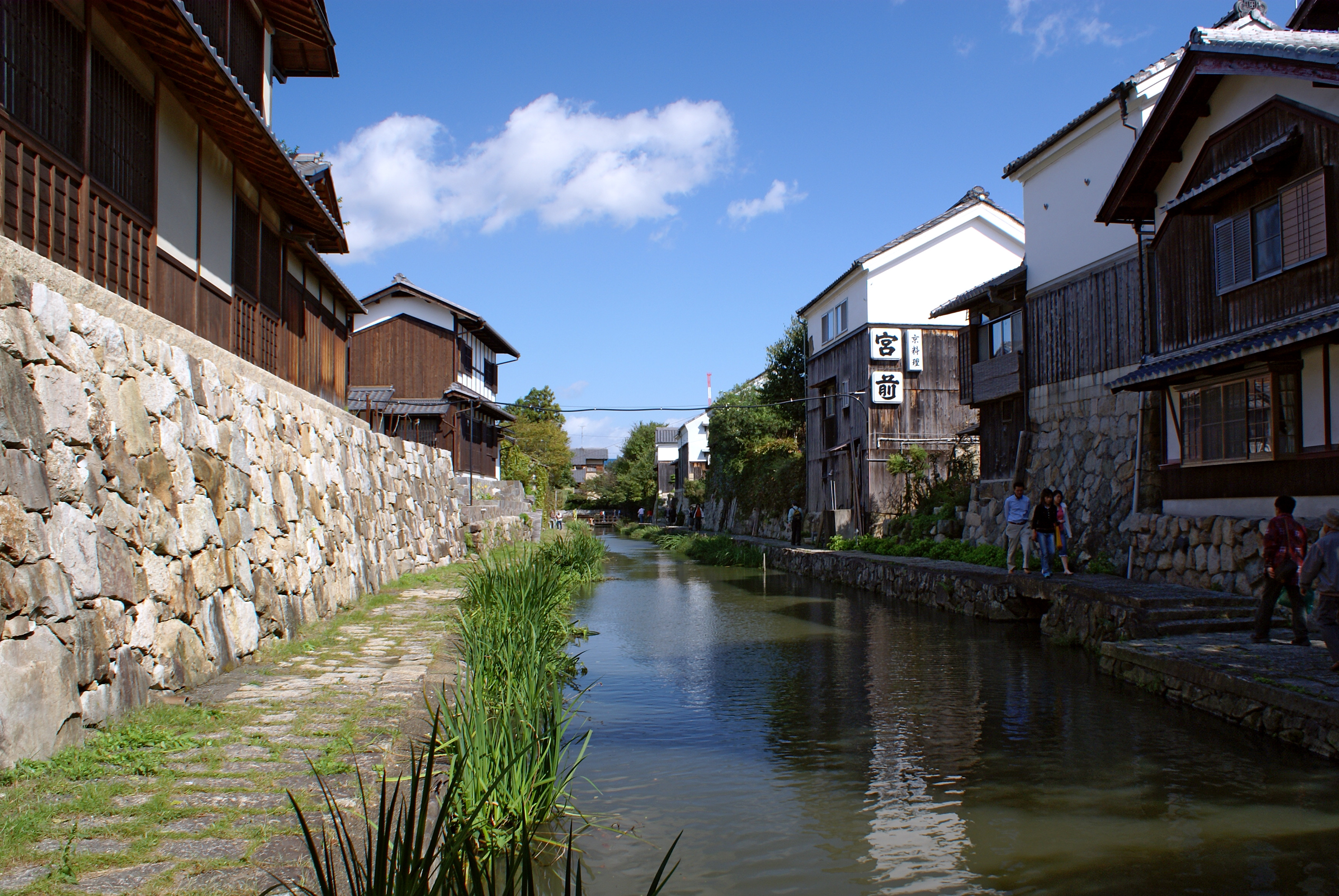
상인 거리, 하치만 (사가현 오미하치만시)

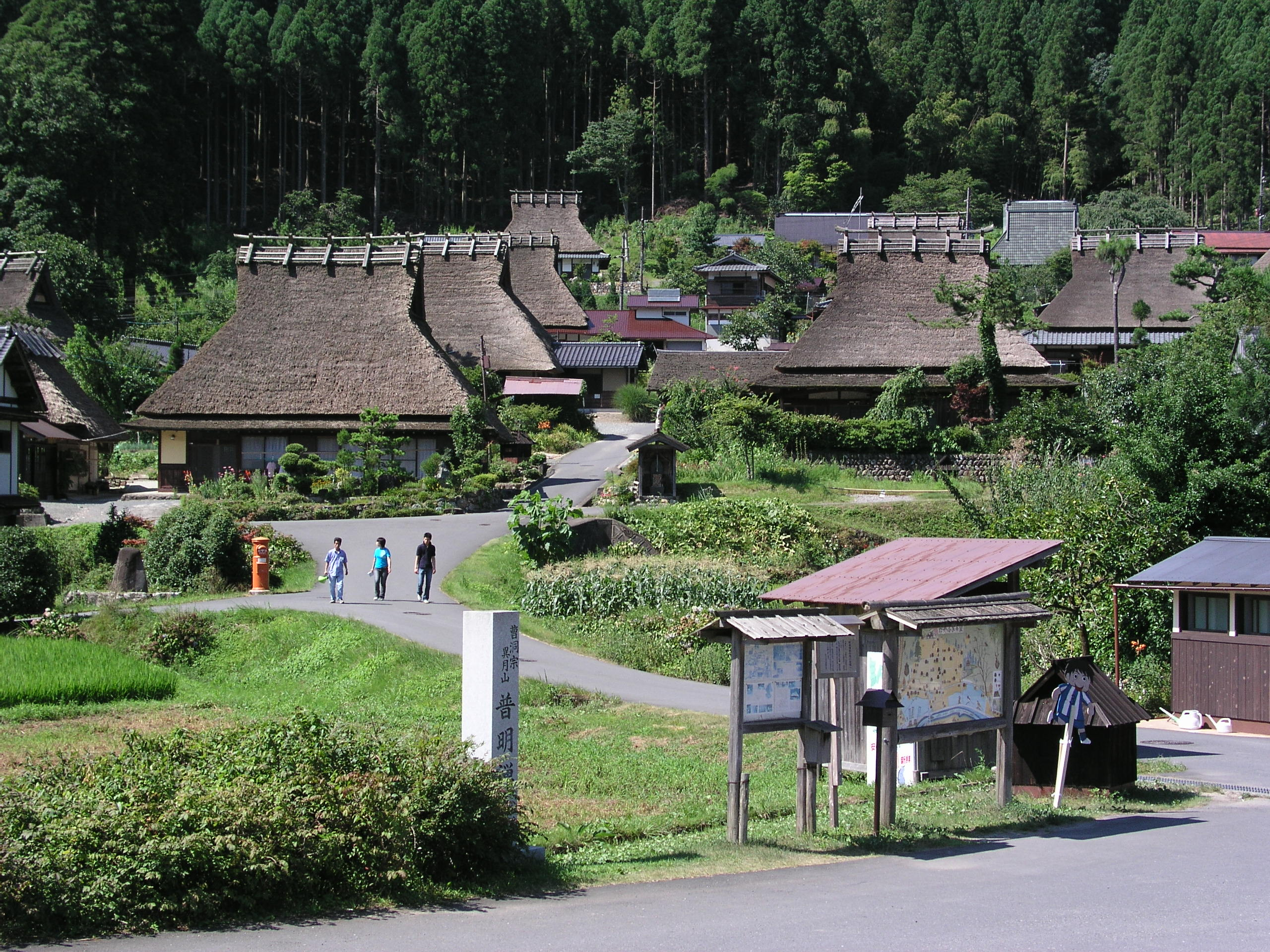
산촌, 미야마초 기타 (교토부 난탄시)

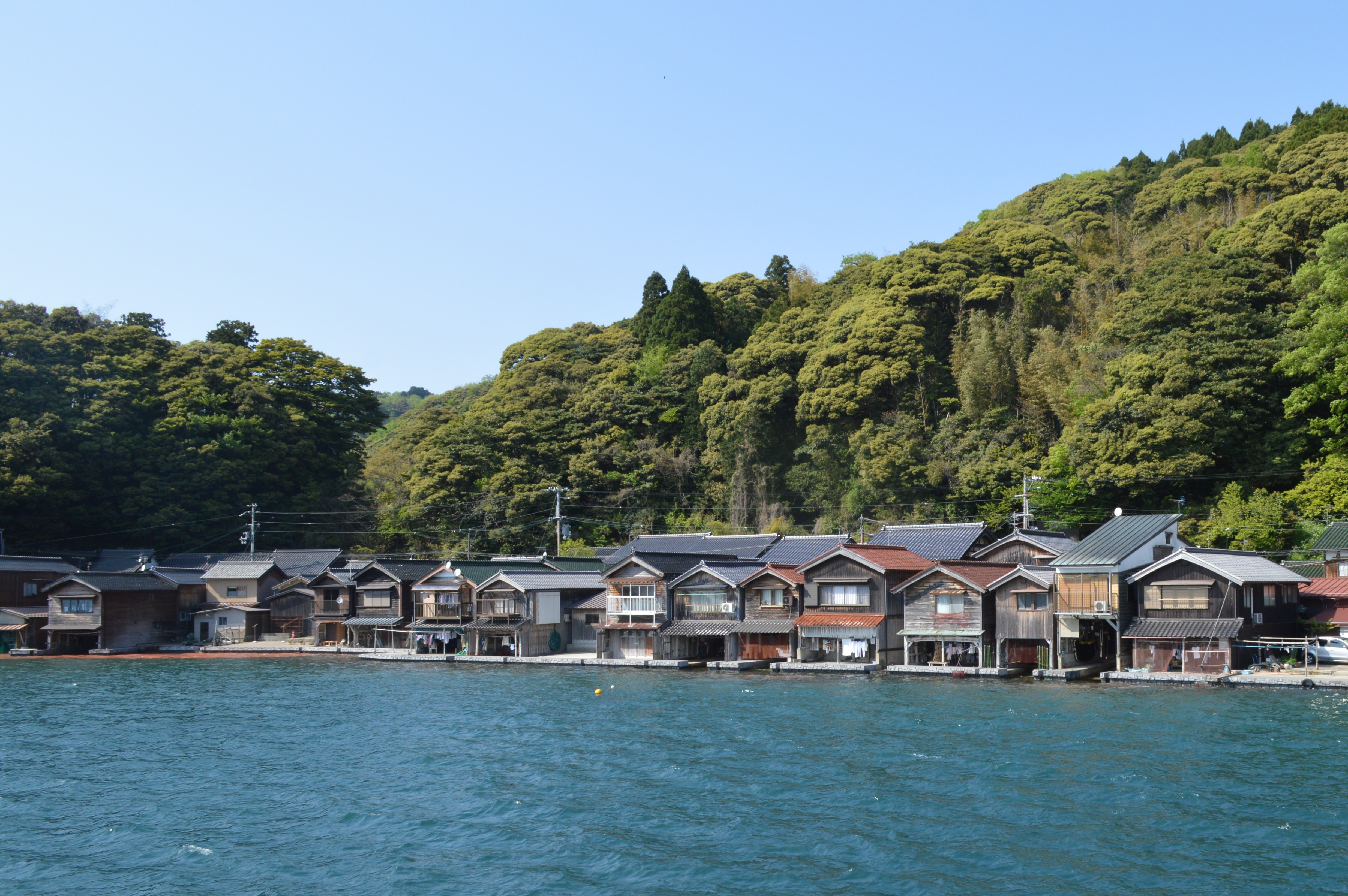
어촌, 이네우라 (교토부 이네정)

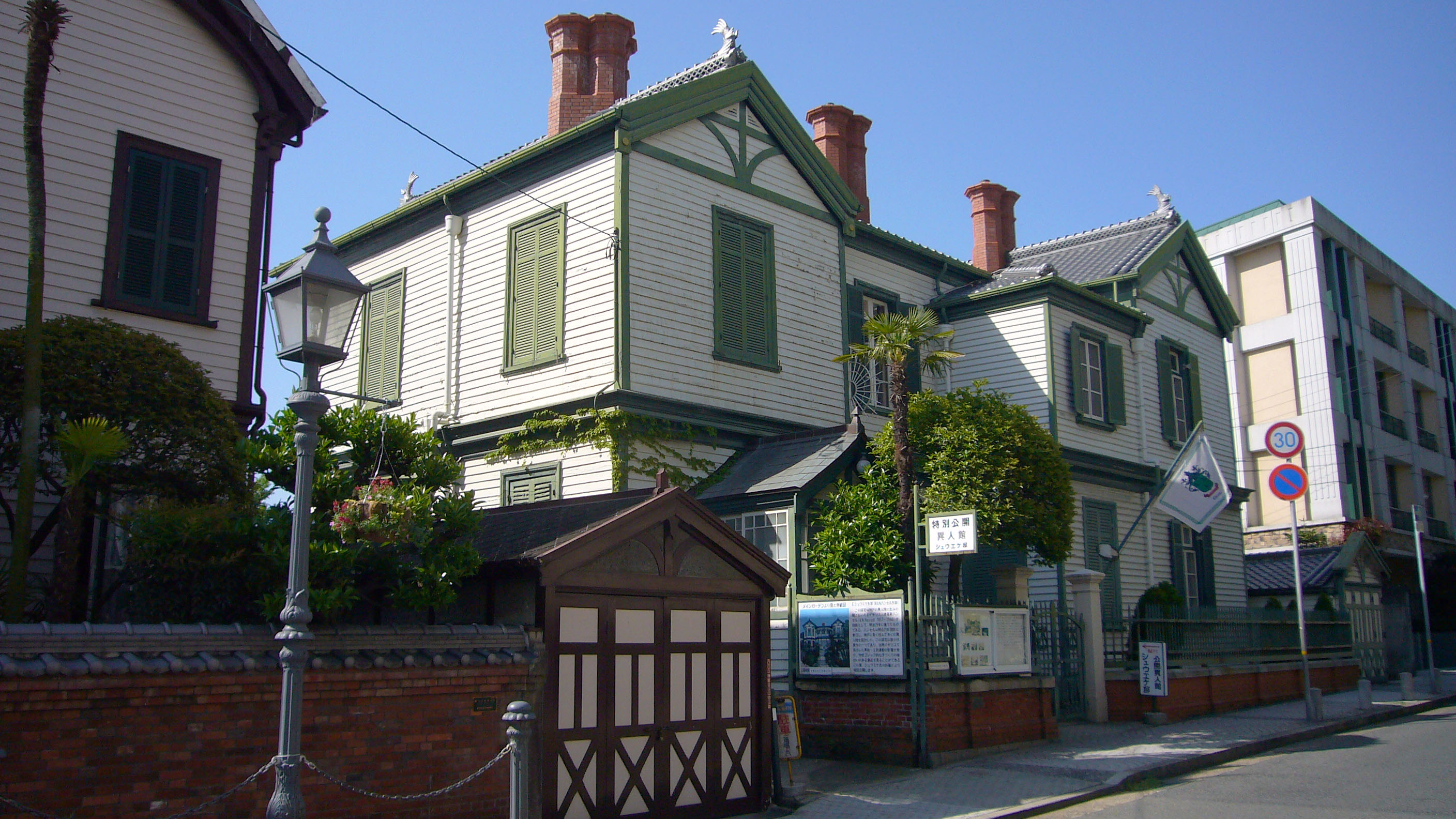
항구도시, 기타노초 (효고현 고베시)

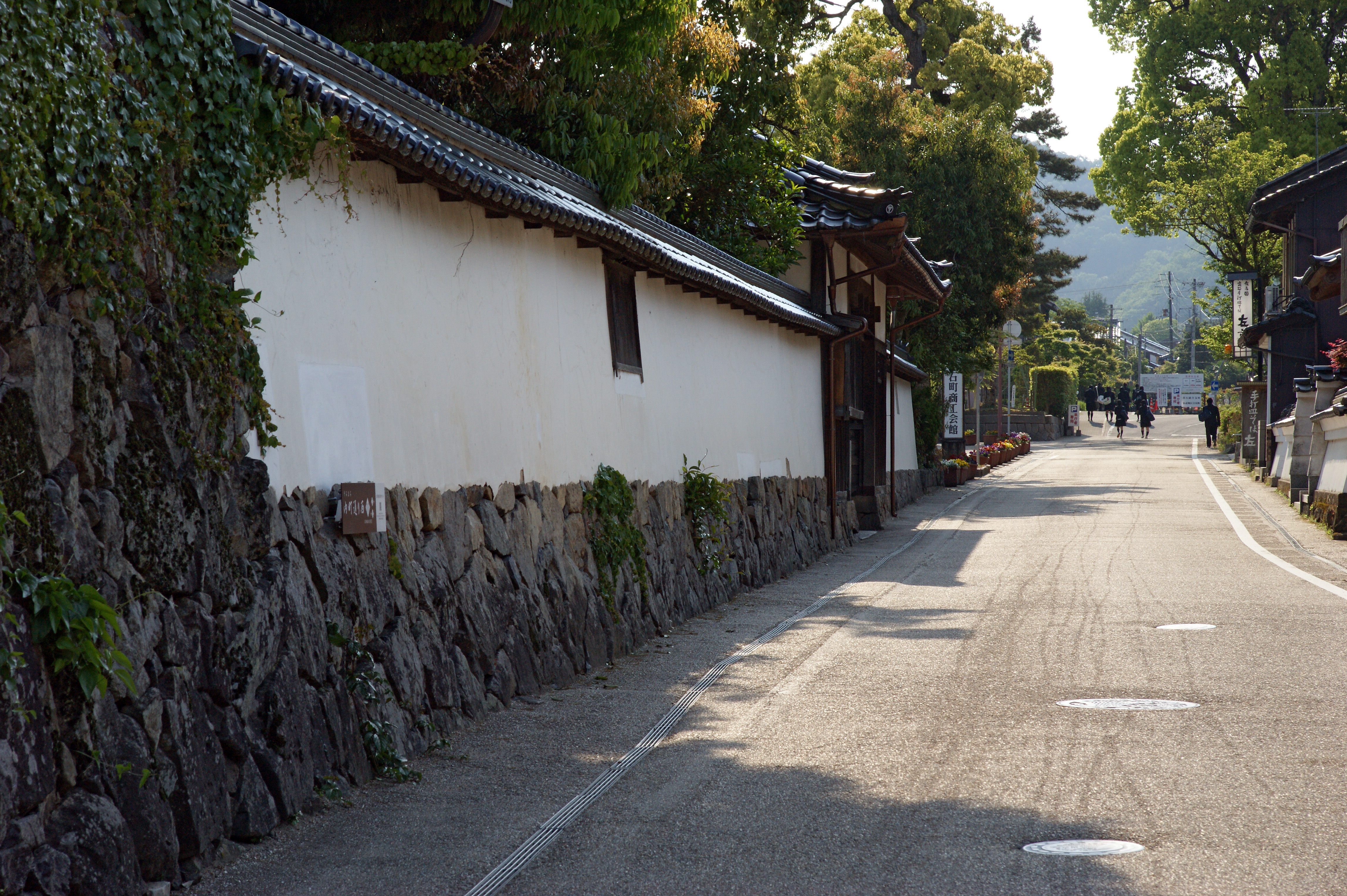
겅곽도시, 이즈시 (효고현 도요오카시)

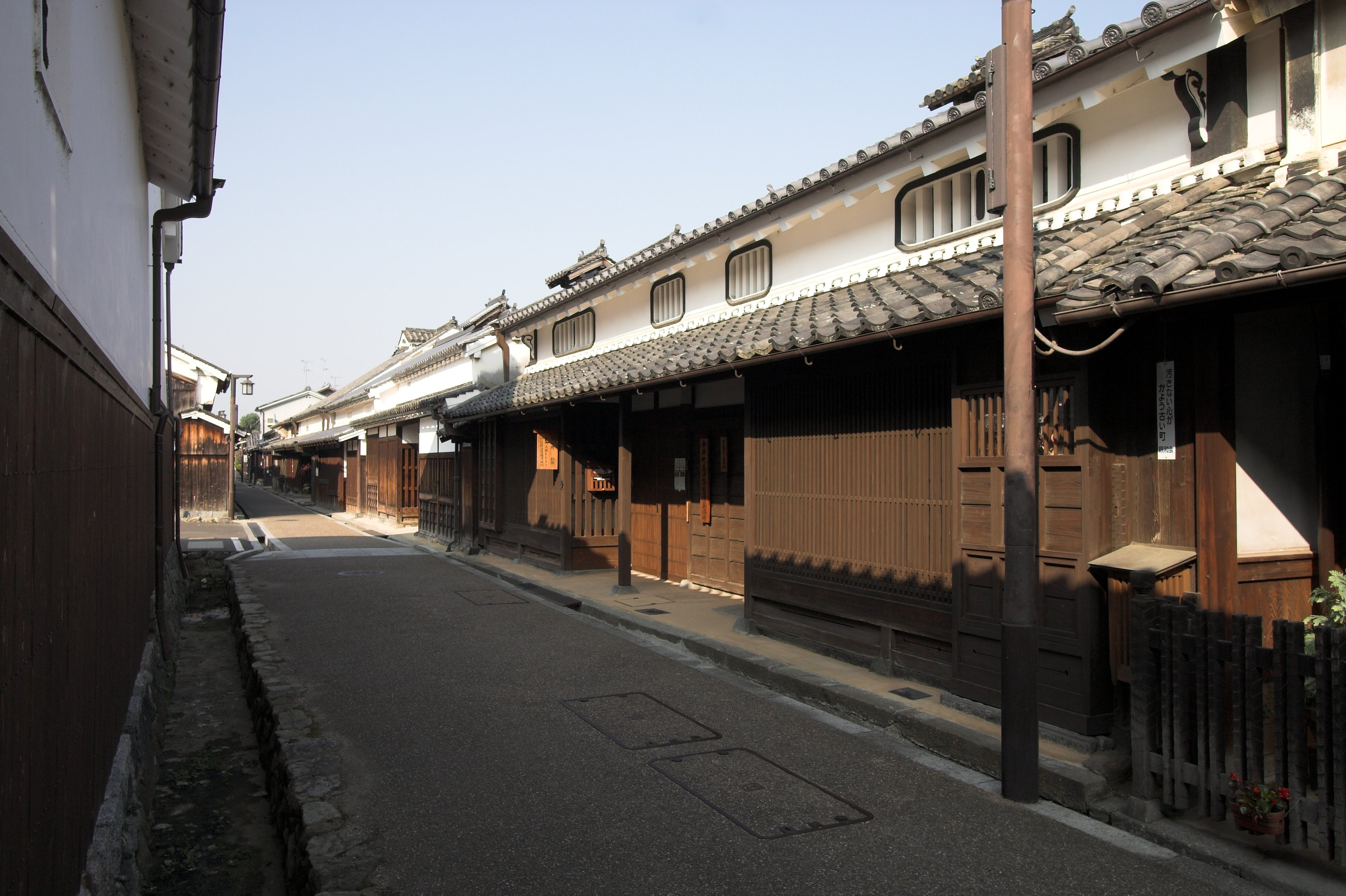
종교도시, 이마이초 (나라현 가시하라시)

구라시키 미관지구 (오카야마현 구라시키시)

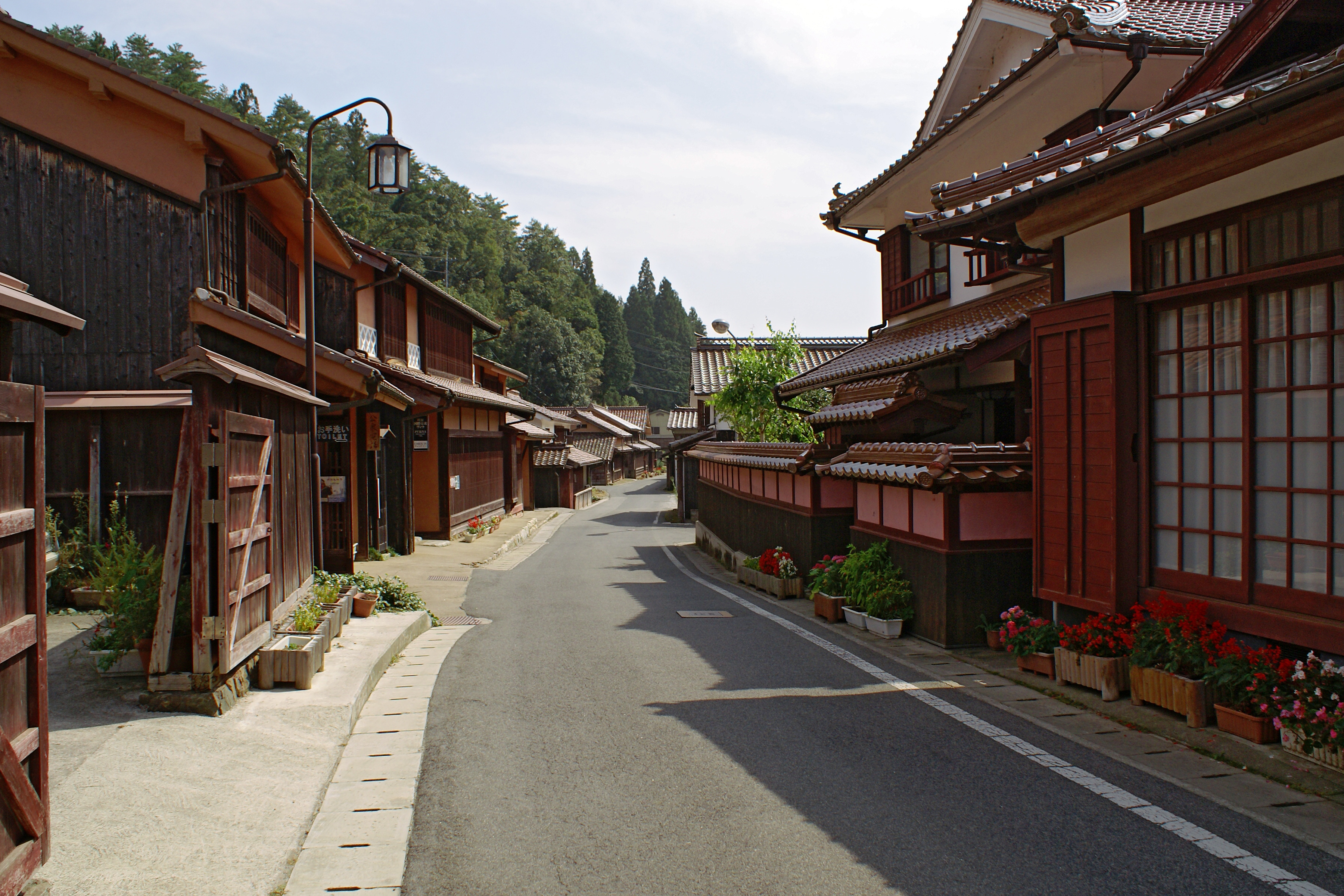
광산 마을, 후키야 (오카야마현 다카하시시)

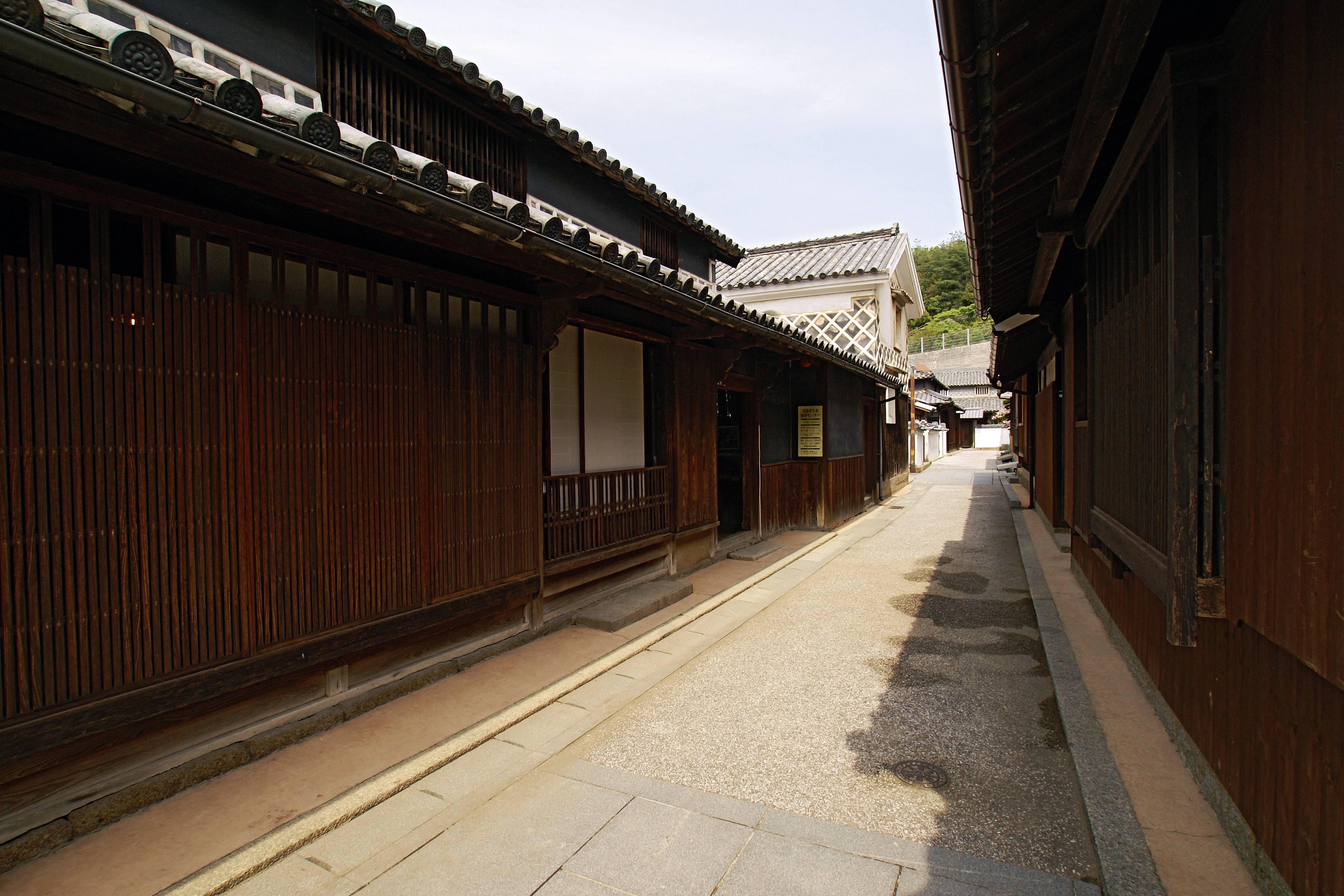
항구도시, 가사지마 (가가와현 마루가메시)

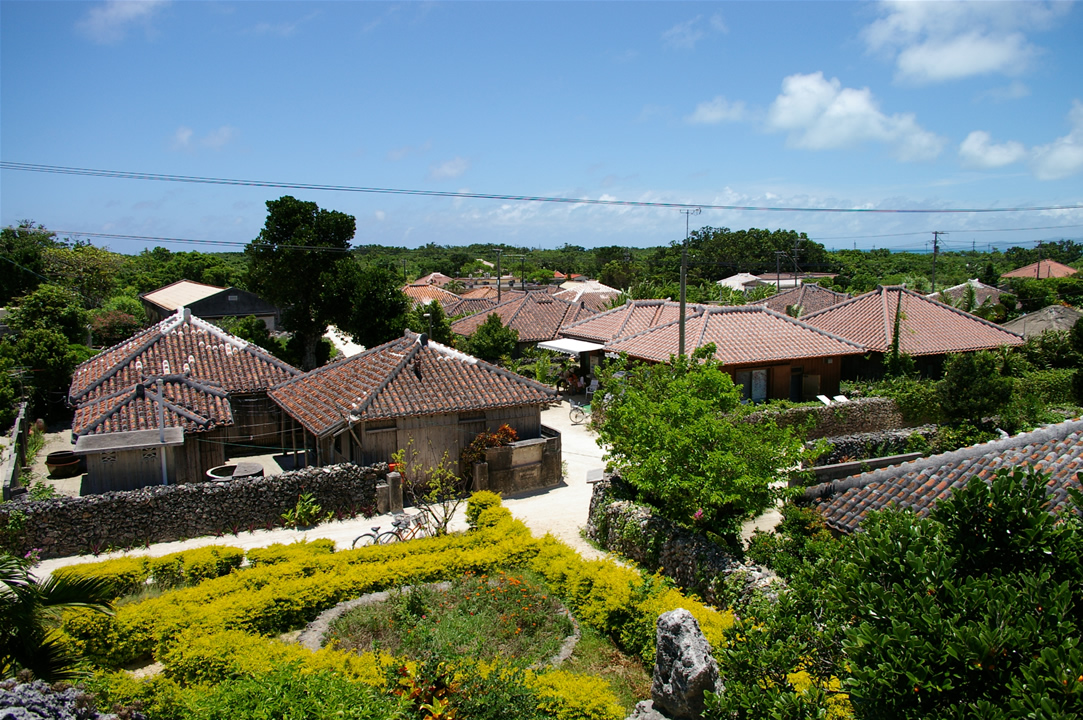
농촌, 다케토미섬 (오키나와현 다케토미 촌)

중요 전통적 건조물군 보존지구(일본어: 重要伝統的建造物群保存地区 주요덴토테키켄조부쓰군호존치쿠[*])는 일본의 시정촌이 조례 등에 의하여 결정한 "전통적 건조물군 보존지구" 중 특히 높은 가치를 가지는 것을 문부과학대신이 선정한 지구이다(지정은 아니다). 말하자면 취락의 문화재이다.

## 개요
전통적 건조물군은 성곽을 중심으로 발달한 조카마치(城下町), 역참을 중심으로 형성된 슈쿠바마치(宿場町), 사원이나 신사 근처에서 발달한 몬젠마치(門前町), 농촌, 어촌등 주위 환경과 일체가 되어 역사적인 풍치를 만드는 취락을 말한다.
이 제도는 문화재인 건조물을 하나씩 보존하는 것이 아니라 환경 전체(群, 군)를 보존하기 때문에 민가, 사원 등 건축물은 물론 대문, 담, 수로, 무덤 등 "공작물"이나 정원, 산울타리, 수목 등 "환경 물건"을 특정하여 보존 조치를 도모하는 것이다. 2009년 6월 현재 85지구가 선정되어 있다.

## 보존 지구
| 도도부현   | 시정촌         | 지구명                      | 선정 시기 | 종류                                                      |
| ---------- | -------------- | --------------------------- | --------- | --------------------------------------------------------- |
| 홋카이도   | 하코다테시     | 모토마치, 스에히로초        | 1989년    | 미나토마치 港町 (항구도시)                                |
| 아오모리현 | 히로사키시     | 나카마치                    | 1978년    | 부케마치 武家町 (무사 거주지)                             |
| 아오모리현 | 구로이시시     | 나카마치                    | 2005년    | 쇼카마치 商家町 (상인 거리)                               |
| 이와테현   | 가네가사키정   | 조나이스와코지              | 2001년    | 부케마치 武家町 (무사 거주지)                             |
| 아키타현   | 센보쿠시       | 가쿠노다테                  | 1976년    | 부케마치 武家町 (무사 거주지)                             |
| 후쿠시마현 | 시모고정       | 오우치주쿠                  | 1981년    | 슈쿠바마치 宿場町 (역참)                                  |
| 군마현     | 구니 촌        | 아카이와                    | 2006년    | 산촌 山村, 요산마치 養蠶町 (양잠 마을)                    |
| 사이타마현 | 가와고에시     | 가와고에                    | 1999년    | 쇼카마치 商家町 (상인 거리)                               |
| 지바현     | 가토리시       | 사와라                      | 1996년    | 쇼카마치 商家町 (상인 거리)                               |
| 니가타현   | 사도시         | 슈쿠네기                    | 1991년    | 미나토마치 港町 (항구도시)                                |
| 도야마현   | 다카오카시     | 야마초스지                  | 2000년    | 쇼카마치 商家町 (상인 거리)                               |
| 도야마현   | 난토시         | 아이노쿠라 (고카 산)        | 1994년    | 산촌 山村                                                 |
| 도야마현   | 난토시         | 스가누마 (고카 산)          | 1994년    | 산촌 山村                                                 |
| 이시카와현 | 가나자와시     | 하가시야마히가시            | 2001년    | 자야마치 茶屋町 (찻집 거리)                               |
| 이시카와현 | 가나자와시     | 가즈에마치                  | 2008년    | 자야마치 茶屋町 (찻집 거리)                               |
| 이시카와현 | 가가시         | 가가하시다테                | 2005년    | 어촌 漁村                                                 |
| 이시카와현 | 와지마시       | 구로시마지구                | 2009년    | 어촌 漁村                                                 |
| 후쿠이현   | 오바마시       | 오바마니시구미              | 2008년    | 자야마치 茶屋町 (찻집 거리)                               |
| 후쿠이현   | 와카사 정      | 구마가와주쿠                | 1996년    | 슈쿠바마치 宿場町 (역참)                                  |
| 야마나시현 | 하야카와정     | 아카사와                    | 1993년    | 고추야도 講中宿 (종교도시), 산촌 山村                     |
| 나가노현   | 시오지리시     | 나라이주쿠                  | 1978년    | 슈쿠바마치 宿場町 (역참)                                  |
| 나가노현   | 시오지리시     | 기소히라사와                | 2006년    | 싯코마치 漆工町 (칠공예 마을)                             |
| 나가노현   | 도미시         | 운노주쿠                    | 1987년    | 슈쿠바마치 宿場町 (역참), 요산마치 養蠶町 (양잠 마을)     |
| 나가노현   | 나기소정       | 쓰마고주쿠                  | 1976년    | 슈쿠바마치 宿場町 (역참)                                  |
| 나가노현   | 하쿠바촌       | 아오니                      | 2000년    | 산촌 山村                                                 |
| 기후현     | 다카야마시     | 산마치                      | 1979년    | 쇼카마치 商家町 (상인 거리)                               |
| 기후현     | 다카야마시     | 시모니노마치, 오신마치      | 2004년    | 쇼카마치 商家町 (상인 거리)                               |
| 기후현     | 미노시         | 미노마치                    | 1999년    | 쇼카마치 商家町 (상인 거리)                               |
| 기후현     | 에나시         | 이와무라쵸혼도리            | 1998년    | 쇼카마치 商家町 (상인 거리)                               |
| 기후현     | 시라카와촌     | 하기마치 (사라카와고)       | 1976년    | 산촌 山村                                                 |
| 미에현     | 가메야마시     | 세키주쿠                    | 1984년    | 슈쿠바마치 宿場町 (역참)                                  |
| 시가현     | 오쓰시         | 사카모토                    | 1997년    | 몬젠마치 門前町 (종교도시)                                |
| 시가현     | 오미하치만시   | 하치만                      | 1991년    | 쇼카마치 商家町 (상인 거리)                               |
| 시가현     | 히가시오미시   | 고카쇼초 곤도               | 1998년    | 농촌 農村                                                 |
| 교토부     | 교토시         | 가미가모                    | 1988년    | 샤케마치 社家町 (종교도시)                                |
| 교토부     | 교토시         | 산네이자카                  | 1976년    | 몬젠마치 門前町 (종교도시)                                |
| 교토부     | 교토시         | 기온신바시                  | 1976년    | 자야마치 茶屋町 (찻집 거리)                               |
| 교토부     | 교토시         | 사가토리이모토              | 1979년    | 몬젠마치 門前町 (종교도시)                                |
| 교토부     | 난탄시         | 미야마초 기타               | 1993년    | 산촌 山村                                                 |
| 교토부     | 이네정         | 이네우라                    | 2005년    | 어촌 漁村                                                 |
| 교토부     | 요사노정       | 가야                        | 2005년    | 세이쇼쿠마치 製織町 (제직 마을)                           |
| 오사카부   | 돈다바야시시   | 돈다바야시                  | 1997년    | 자이고마치 在鄕町 (상인 거리), 지나이초 寺內町 (종교도시) |
| 효고현     | 고베시         | 기타노초 야마모토도리       | 1980년    | 미나토마치 港町 (항구도시)                                |
| 효고현     | 단바사사야마시 | 사사야마                    | 2004년    | 조카마치 城下町 (성곽도시)                                |
| 효고현     | 도요오카시     | 이즈시                      | 2007년    | 조카마치 城下町 (성곽도시)                                |
| 나라현     | 가시하라시     | 이마이초                    | 1993년    | 자이고마치 在鄕町 (상인 거리), 지나이초 寺內町 (종교도시) |
| 나라현     | 우다시         | 마쓰야마                    | 2006년    | 쇼카마치 商家町 (상인 거리)                               |
| 와카야마현 | 유아사정       | 유아사                      | 2006년    | 조조마치 釀造町 (양조 마을)                               |
| 돗토리현   | 구라요시시     | 우쓰부키 다마가와           | 1998년    | 쇼카마치 商家町 (상인 거리)                               |
| 시마네현   | 오다시         | 오모리 긴잔                 | 1987년    | 고잔초 鑛山町 (광산 마을)                                 |
| 시마네현   | 오다시         | 유노쓰                      | 2004년    | 미나토마치 港町 (항구도시), 온센마치 溫泉町 (온천가)      |
| 오카야마현 | 구라시키시     | 구라시키 가한               | 1979년    | 쇼카마치 商家町 (상인 거리)                               |
| 오카야마현 | 다카하시시     | 후키야                      | 1977년    | 고잔초 鑛山町 (광산 마을)                                 |
| 히로시마현 | 구레시         | 미타라이                    | 1994년    | 미나토마치 港町 (항구도시)                                |
| 히로시마현 | 다케하라시     | 다케하라                    | 1982년    | 세이엔마치 製鹽町 (제염 마을)                             |
| 야마구치현 | 하기시         | 호리우치 지구               | 1976년    | 부케마치 武家町 (무사 거주지)                             |
| 야마구치현 | 하기시         | 히야코 지구                 | 1976년    | 부케마치 武家町 (무사 거주지)                             |
| 야마구치현 | 하기시         | 하마사키                    | 2001년    | 미나토마치 港町 (항구도시)                                |
| 야마구치현 | 야나이시       | 후루이치 가나야             | 1984년    | 쇼카마치 商家町 (상인 거리)                               |
| 도쿠시마현 | 미마시         | 와키마치 미나미마치         | 1988년    | 쇼카마치 商家町 (상인 거리)                               |
| 도쿠시마현 | 미요시시       | 히가시이야무라 오치아이     | 2005년    | 쇼카마치 商家町 (상인 거리)                               |
| 가가와현   | 마루가메시     | 가사지마                    | 1985년    | 미나토마치 港町 (항구도시)                                |
| 에히메현   | 우치코정       | 요카이치고코쿠              | 1982년    | 세이로마치 製蠟町 (목랍 생산 마을)                        |
| 고치현     | 무로토시       | 기라가와초                  | 1997년    | 자이고마치 在鄕町 (상인 거리)                             |
| 후쿠오카현 | 야메시         | 야메후쿠시마                | 2002년    | 쇼카마치 商家町 (상인 거리)                               |
| 후쿠오카현 | 우키하시       | 지쿠고요시이                | 1996년    | 자이고마치 在鄕町 (상인 거리)                             |
| 후쿠오카현 | 아사쿠라시     | 아키즈키                    | 1998년    | 조카마치 城下町 (성곽도시)                                |
| 후쿠오카현 | 구로기 정      | 구로기                      | 2009년    | 자이고마치 在鄕町 (상인 거리)                             |
| 사가현     | 가시마시       | 하마쇼즈마치 하마카나야마치 | 2006년    | 미나토마치 港町 (항구도시), 자이고마치 在鄕町 (상인 거리) |
| 사가현     | 가시마시       | 하치혼기슈쿠                | 2006년    | 조조마치 釀造町 (양조 마을)                               |
| 사가현     | 우레시노시     | 시오타쓰                    | 2005년    | 쇼카마치 商家町 (상인 거리)                               |
| 사가현     | 아리타정       | 아리타우치야마              | 1991년    | 세이지마치 製磁町 (자기 생산 마을)                        |
| 나가사키현 | 나가사키시     | 히가시야마테                | 1991년    | 미나토마치 港町 (항구도시)                                |
| 나가사키현 | 나가사키시     | 미나미야마테                | 1991년    | 미나토마치 港町 (항구도시)                                |
| 나가사키현 | 히라도시       | 오시마무라 가노우라         | 2008년    | 미나토마치 港町 (항구도시)                                |
| 나가사키현 | 운젠시         | 고지로쿠지                  | 2005년    | 부케마치 武家町 (무사 거주지)                             |
| 오이타현   | 히타시         | 마메다마치                  | 2004년    | 쇼카마치 商家町 (상인 거리)                               |
| 미야자키현 | 니치난시       | 오비                        | 1977년    | 부케마치 武家町 (무사 거주지)                             |
| 미야자키현 | 휴가시         | 미미쓰                      | 1986년    | 미나토마치 港町 (항구도시)                                |
| 미야자키현 | 시바촌         | 도네가와                    | 1998년    | 산촌 山村                                                 |
| 가고시마현 | 이즈미시       | 이즈미후모토                | 1995년    | 부케마치 武家町 (무사 거주지)                             |
| 가고시마현 | 사쓰마센다이시 | 이리키후모토                | 2003년    | 부케마치 武家町 (무사 거주지)                             |
| 가고시마현 | 미나미큐슈시   | 지란                        | 1981년    | 부케마치 武家町 (무사 거주지)                             |
| 오키나와현 | 도나키촌       | 도나키 섬                   | 2000년    | 농촌 農村                                                 |
| 오키나와현 | 다케토미정     | 다케토미섬                  | 1987년    | 농촌 農村                                                 |